# Lâu đài Muráň
Lâu đài Muráň (tiếng Slovak: Muránsky hrad; tiếng Hungary: Murány vára) hay Muránsky hrad là tàn tích của một lâu đài thời trung cổ nằm phía trên làng Muráň, trong Vườn quốc gia Muránska planina ở Slovakia. Đây là lâu đài nằm ở vị trí cao thứ 3 ở Slovakia.
Tướng cướp Mátyás Basó (hay Bacsó, tiếng Slovak: Matúš Bašo) - một trong những chủ sở hữu lâu đài, đã biến nơi này trở thành một thành trì của những tên cướp chuyên cướp bóc thương nhân và cướp phá làng mạc. Sau một cuộc bao vây của quân đội hoàng gia, lâu đài thất thủ vào năm 1548 và Basó bị xử tử. Một trong những bài hát tiếng Slovak cổ nhất, Bài hát Về Lâu đài Muráň được viết bởi Martin Bošňák mô tả chính lâu đài này.

## Vị trí
Lâu đài Muráň nằm trên đồi Cigánka, cao 935m so với mực nước biển, nằm ở rìa phía bắc của cao nguyên Muránska (tiếng Slovak: Muránska planina), phía bắc của làng Muráň. Vị trí của làng Muráň nằm ngay giao lộ của những con đường đi đến Tisovec, Červená Skala và Revúca, cách thị trấn Revúca 9 km về phía tây bắc.

## Lịch sử
Vào thế kỷ 13, nơi này được xây dựng như một lâu đài hoàng gia để bảo vệ con đường từ Gemer đến Liptov và Zvolen. Với bề dày lịch sử có nhiều điểm đáng chú ý, đây là một trong những lâu đài nổi tiếng nhất Gemer. Tên của nó được nhắc đến lần đầu tiên vào năm 1271 ("arx Mwran"), khi István V của Hungary nhượng lại lâu đài cho Gunig, nhưng không ai biết dáng vẻ của nó lúc đó vì lâu đài đã được xây dựng lại vào khoảng đầu thế kỷ 15.
Sau khi Ján Jiskra z Brandýsa và quân đội của mình chiếm giữ Gemer, họ đã xây dựng căn cứ trong lâu đài Muráň. Khoảng giữa của toàn bộ công trình là một cung điện với một nhà nguyện cùng với các tòa nhà dân cư và nông trại khác. Mátyás Basó cũng gắn liền với lịch sử của tòa lâu đài trong những năm 1529 - 1549 khi ông sở hữu và biến nó thành thành trì của những tên cướp, đoàn tùy tùng của ông chuyên cướp bóc ở khu vực Malohont, Gemer và Spiš. Ông đã cho thiêu rụi thị trấn Levoča cùng hàng loạt kiến trúc Gothic tại đây; ngoài ra ông cũng liên quan đến việc phá hủy tu viện Carthusian ở Kláštorisko, Thiên đường Slovak (tiếng Slovak: Slovenský raj, một dãy núi ở phía đông Slovakia). Đến năm 1548, lâu đài đã thất thủ bởi quân đội hoàng gia và Basó bị giết khi muốn chạy trốn khỏi lâu đài.
Gia đình Séci (Széchyovci) cũng là một trong những chủ sở hữu đáng chú ý khác, họ đã mua lại lâu đài và cho xây dựng lại vào năm 1621. Sau khi Juraj Séči bị ám sát, vợ ông là Mária đã cùng 4 cô con gái chăm sóc tòa lâu đài. Mária Széchy - người con gái cả trong gia đình, được biết đến với cái tên "Thần Vệ nữ của Murány" - đã tái hôn với Ferenc Wesselényi, một chỉ huy quân sự nổi tiếng trong âm mưu chống đế quốc. Năm 1666, Wesselényi tổ chức một cuộc đảo chính chống lại Leopold I, nhưng ông qua đời trước khi những cuộc đối đầu lớn diễn ra. Sau khi František qua đời, Mária Széchy đã dũng cảm lãnh đạo một cuộc bảo vệ lâu đài chống lại quân đội Đế quốc, nhưng đã bị thất bại trước Charles của Lorraine vào năm 1670. Đến năm 1720, tòa lâu đài được bán cho Štefan Koháry.
Sau Hiệp ước Szatmár, tầm quan trọng của tòa lâu đài giảm sút, kéo theo đó sự xuống cấp của kiến trúc lâu đài. Sau hai lần bị hỏa hoạn vào năm 1702 và 1760, đến cuối thế kỷ 18 thì đã không còn ai ở tại nơi này.
Vào năm 2005, một cuộc tái thiết quy mô lớn đã diễn ra, một số kiến trúc của lâu đài đã được dựng lại, trong đó có hai đài quan sát và cổng lâu đài.